# Dwayne Jack
Dwayne Jack (ur. 19 stycznia 1980) – trynidadzko-tobagijski piłkarz występujący na pozycji obrońcy.

## Kariera klubowa
Jack zawodową karierę rozpoczynał w 2004 roku w zespole Tobago United. W 2005 roku odszedł do North East Stars. Jednak jeszcze w tym samym roku wrócił do Tobago United. W 2007 roku przeszedł do San Juan Jabloteh. W tym samym roku, a także rok później zdobył z nim mistrzostwo Trynidadu i Tobago. W 2009 roku ponownie wrócił do Tobago United. Po sezonie 2009 zakończył karierę.

## Kariera reprezentacyjna
W reprezentacji Trynidadu i Tobago Jack zadebiutował w 2005 roku. W 2007 roku został powołany do kadry na Złoty Puchar CONCACAF. Zagrał na nim w meczu z Gwatemalą (1:1, czerwona kartka), a Trynidad i Tobago zakończył turniej na fazie grupowej.
W latach 2005–2007 w drużynie narodowej Jack rozegrał łącznie 9 spotkań i zdobył 1 bramkę.